# Huaria Kadur
Huaria Kadur (8 de agosto de 2000) es una deportista argelina que compite en judo. Ganó dos medallas de plata en el Campeonato Africano de Judo, en los años 2024 y 2025.

## Palmarés internacional
| Campeonato Africano | Campeonato Africano      | Campeonato Africano | Campeonato Africano |
| Año                 | Lugar                    | Medalla             | Categoría           |
| ------------------- | ------------------------ | ------------------- | ------------------- |
| 2024                | El Cairo (Egipto)        | Medalla de plata    | –48 kg              |
| 2025                | Abiyán (Costa de Marfil) | Medalla de plata    | –48 kg              |